# Ludwig Prandtl
Ludwig Von Prandtl (Frisinga, 4 febbraio 1875 – Gottinga, 15 agosto 1953) è stato un ingegnere e fisico tedesco.
Fu pioniere dell'aerodinamica  e sviluppò la base matematica per i principi fondamentali dell'aerodinamica subsonica negli anni venti. Durante gli anni venti, nei suoi studi ha elaborato la teoria dello strato limite, dei profili sottili e della linea portante. Il numero di Prandtl ha preso il suo nome.

## Biografia

### I primi anni
Prandtl nacque a Frisinga, nei pressi di Monaco, nel 1875. Sua madre era molto malata, di conseguenza Ludwig passava la maggior parte del suo tempo con suo padre, un professore di ingegneria. Egli lo incoraggiava ad osservare attentamente la natura, elaborando delle riflessioni.
Si iscrisse alla facoltà di Ingegneria di Monaco nel 1894 e terminò gli studi, dopo un dottorato di ricerca, in sei anni. A Monaco si occupò di meccanica dei solidi, e cominciò a lavorare come ingegnere in una fabbrica della MAN. Qui ebbe il suo primo approccio con la meccanica dei fluidi, poiché dovette progettare una pompa di aspirazione. Dopo aver condotto alcuni esperimenti, riuscì a progettare una pompa che lavorava meglio ed era più efficiente di quella da sostituire.

### Gli anni successivi
Nel 1901 Prandtl divenne professore di meccanica alla scuola tecnica di Hannover. Qui sviluppò molte delle sue teorie più importanti. Nel 1904 scrisse una pubblicazione, Über Flüssigkeitsbewegung bei sehr kleiner Reibung (sul moto dei fluidi con poco attrito), nel quale descrisse lo strato limite e la sua importanza per il calcolo delle forze aerodinamiche agenti su un corpo immerso nell'aria. La trattazione descriveva anche il fenomeno del distacco dello strato limite, spiegando per la prima volta in maniera chiara il concetto di stallo. Diversi suoi studenti tentarono di dare una soluzione in forma chiusa del problema, ma nessuno vi riuscì. La teoria di Prantdl rimane ancora oggi fondamentale per lo studio dei fenomeni fluidodinamici.
Il successo che ebbe la pubblicazione fu così grande che Prandtl, più tardi, divenne direttore dell'istituto per la fisica tecnica alla prestigiosa Università di Gottinga, dove a quel tempo lavoravano scienziati del calibro di Hilbert.
Seguendo gli studi precedenti di Frederick Lanchester, Prantdl lavorò con Albert Betz e Max Munk sul problema di trovare strumenti matematici per la descrizione aerodinamica delle ali ad apertura finita. I risultati di questi studi, pubblicati nel 1918-1919, sono oggi noti con il nome di teoria della linea portante (o teoria del segmento portante). Inoltre Prantdl elaborò degli studi approssimati specifici sui profili sovrapposti, pubblicando una teoria semplificata per queste configurazioni. Il lavoro di Prantdl condusse a capire gli effetti aerodinamici di resistenza indotta su un'ala finita, mostrando il meccanismo di influenza dei vortici d'estremità d'ala sulla resistenza aerodinamica dell'ala stessa. Attraverso questi studi, gli ingegneri che progettavano aeroplani furono finalmente in grado di eseguire calcoli aerodinamici prima che l'aeroplano fosse costruito.
Prandtl ed uno dei suoi studenti, Theodor Meyer, nel 1908 svilupparono la prima teoria dei flussi supersonici e delle onde d'urto. Le ventole di espansione di Prandtl-Meyer hanno permesso la costruzione di gallerie del vento a ciclo chiuso con capacità di operare con flussi supersonici. Successivamente il fisico tedesco continuò, fino agli anni venti, a sviluppare la teoria.
Nel 1922 Prandtl, insieme con Richard von Mises, fondò la GAMM (Associazione Internazionale di Matematica Applicata e Meccanica), e fu il suo presidente dal 1922 al 1933. Dopo che Hitler salì al potere nel 1933, Prandtl accettò le dimissioni dei suoi colleghi ebrei e cominciò col partecipare alla propaganda atta a rendere importante la posizione tedesca all'interno della comunità scientifica internazionale. Collaborò inoltre strettamente con il Ministero dell'Aviazione di Hermann Göring, prima e durante tutta la seconda guerra mondiale.
Ludwig Prandtl lavorò inoltre al problema della comprimibilità alle alte velocità (alto subsonico), elaborando quelle che sono note come correzioni di Prandtl-Glauert. Questi studi furono molto utili durante la seconda guerra mondiale, quando gli aeroplani si avvicinavano a velocità tali da dover tenere in considerazione anche la comprimibilità dell'aria. Con Adolf Busemann elaborò un metodo per la progettazione di ugelli supersonici nel 1929: attualmente, tutte le gallerie del vento supersoniche e gli ugelli di razzi sono progettati usando il metodo sviluppato da Prandtl. Per uno sviluppo completo della teoria dei flussi supersonici si sarebbe dovuto attendere fino al lavoro di Theodore von Kármán, uno studente di Prandtl a Gottinga. Lavorò inoltre in campi come la meteorologia, la meccanica strutturale elastica e plastica.
La vita del fisico tedesco fu caratterizzata da alcuni episodi particolari. All'età di trentaquattro anni, decise che era tempo di sposarsi, così si recò dal suo professore, August Föppl, per chiedere la mano di sua figlia; non specificò però quale delle figlie volesse in moglie, lasciando la scelta, che cadde sulla maggiore, ai genitori. Il matrimonio fu lungo e pare felice.

### La morte e la fortuna delle teorie di Prantdl
Prandtl lavorò a Gottinga fino alla sua morte, il 15 agosto 1953. Le sue teorie sono ancora oggi fondamentali in molti campi dell'aerodinamica. Per questo spesso gli viene attribuito l'appellativo di padre della moderna aerodinamica.
Gli è stato intitolato il cratere lunare di Prantdl, che si trova sulla faccia nascosta della Luna.